# Arnac-la-Poste
Pour les articles homonymes, voir Arnac (homonymie), La Poste et Poste (homonymie).
Arnac-la-Poste est une commune française située dans le département de la Haute-Vienne en région Nouvelle-Aquitaine. Ses habitants sont nommés les Arnacois.
La commune est également connue pour son nom burlesque et fait à ce titre partie de l'association des communes de France aux noms burlesques et chantants.

## Géographie

### Localisation

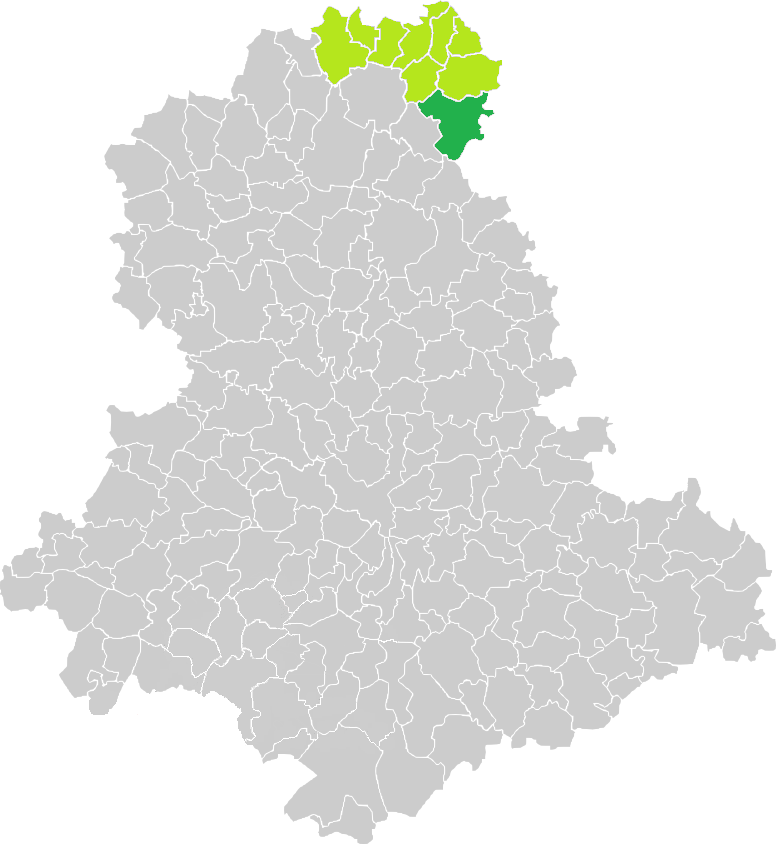
Situation de la commune d'Arnac-la-Poste en Haute-Vienne.

La commune est limitrophe du département de la Creuse. Limoges est à environ 50 km au sud.

### Communes limitrophes
Les communes limitrophes sont  La Souterraine, Mailhac-sur-Benaize, Saint-Amand-Magnazeix, Saint-Hilaire-la-Treille, Saint-Maurice-la-Souterraine, Saint-Sulpice-les-Feuilles et Vareilles.
| Mailhac-sur-Benaize      | Saint-Sulpice-les-Feuilles | Vareilles (Creuse)                    |
| Saint-Hilaire-la-Treille | Arnac-la-Poste             | La Souterraine (Creuse)               |
|                          | Saint-Amand-Magnazeix      | Saint-Maurice-la-Souterraine (Creuse) |

### Hydrographie
Le territoire communal est arrosé par la rivière Benaize.

### Climat
Pour des articles plus généraux, voir Climat de la Nouvelle-Aquitaine et Climat de la Haute-Vienne.
Historiquement, la commune est dans une zone de transition entre le climat océanique limousin et le climat montagnard.En 2020, Météo-France publie une typologie des climats de la France métropolitaine dans laquelle la commune est exposée à un climat océanique altéré et se situe dans la région climatique Ouest et nord-ouest du Massif Central, caractérisée par une pluviométrie annuelle de 900 à 1 500 mm, maximale en automne et en hiver.
Pour la période 1971-2000, la température annuelle moyenne est de 11 °C, avec une amplitude thermique annuelle de 15,1 °C. Le cumul annuel moyen de précipitations est de 916 mm, avec 12,9 jours de précipitations en janvier et 7,5 jours en juillet. Pour la période 1991-2020, la température moyenne annuelle observée sur la station météorologique la plus proche, située sur la commune de La Souterraine à 10 km à vol d'oiseau, est de 11,5 °C et le cumul annuel moyen de précipitations est de 1 031,4 mm,. 
Les paramètres climatiques de la commune estimés pour 2050 selon différents scénarios d’émission de gaz à effet de serre sont consultables sur un site dédié publié par Météo-France en novembre 2022.

### Milieux naturels et biodiversité

#### Espace protégé
Une aire protégée concerne le territoire communal : « étang de Vitrat et bois de Bessac », gérée par le conservatoire d'espaces naturels Nouvelle-Aquitaine.

#### Zones naturelles d'intérêt écologique, faunistique et floristique
En 2023, une zones naturelles d'intérêt écologique, faunistique et floristique (ZNIEFF) est recensée sur la commune d'après l'INPN.
Le site « étang de Vitrat » est une ZNIEFF de type 1 située essentiellement dans le nord-ouest du territoire de Saint-Maurice-la-Souterraine dans la Creuse, et très partiellement sur celui d'Arnac-la-Poste ; il concerne l'étang de Vitrat proprement dit dans son intégralité, et les vallées de la Brame et d'un de ses petits affluents, ainsi que leurs rives sur une bande de 200 à 700 mètres de large, depuis le nord du lieu-dit la Jarrige jusqu'à l'ouest du lieu-dit Vitrat. Seule l'extrémité nord-ouest de cette zone concerne Arnac-la-Poste sur près de quatre hectares, dans le sud-est de la commune, au lieu-dit Peu de l'Age.
Bien que limitée à une superficie d'un kilomètre carré et demi, cette ZNIEFF présente une diversité biologique importante avec 95 espèces animales recensées (deux amphibiens, 37 insectes, deux mammifères et 54 oiseaux), dont onze espèces déterminantes (trois insectes, un mammifère et sept oiseaux), ainsi que 122 espèces végétales (114 phanérogames et huit ptéridophytes) dont une déterminante.

## Urbanisme

### Typologie
Au 1er janvier 2024, Arnac-la-Poste est catégorisée commune rurale à habitat très dispersé, selon la nouvelle grille communale de densité à sept niveaux définie par l'Insee en 2022.
Elle est située hors unité urbaine et hors attraction des villes,.

### Occupation des sols
L'occupation des sols de la commune, telle qu'elle ressort de la base de données européenne d’occupation biophysique des sols Corine Land Cover (CLC), est marquée par l'importance des territoires agricoles (95,3 % en 2018), une proportion identique à celle de 1990 (95,3 %). La répartition détaillée en 2018 est la suivante : prairies (40,8 %), zones agricoles hétérogènes (29,4 %), terres arables (25,1 %), forêts (3,5 %), zones urbanisées (1,3 %). L'évolution de l’occupation des sols de la commune et de ses infrastructures peut être observée sur les différentes représentations cartographiques du territoire : la carte de Cassini (XVIIIe siècle), la carte d'état-major (1820-1866) et les cartes ou photos aériennes de l'IGN pour la période actuelle (1950 à aujourd'hui).

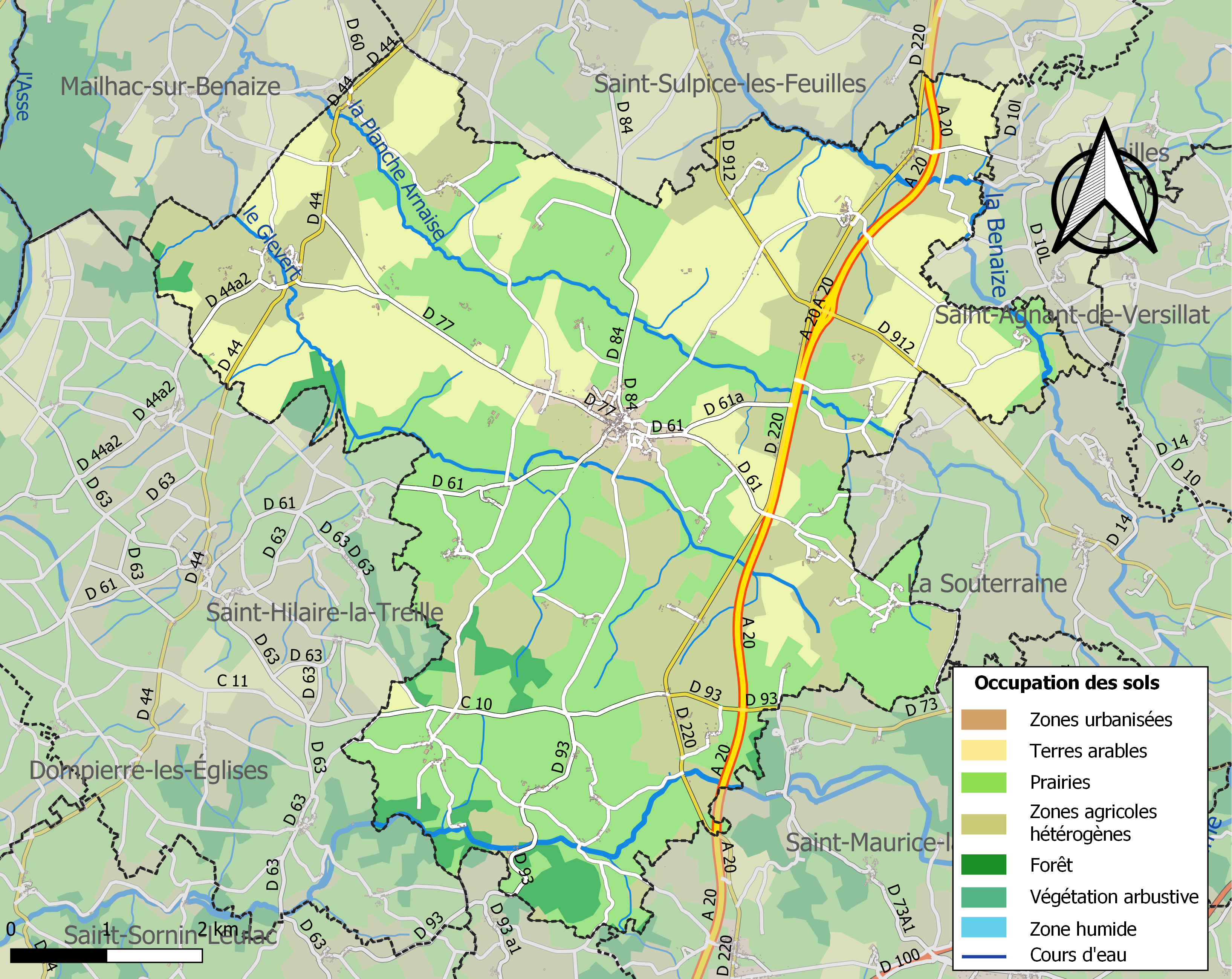
Carte des infrastructures et de l'occupation des sols de la commune en 2018 (CLC).

### Risques majeurs
Le territoire de la commune d'Arnac-la-Poste est vulnérable à différents aléas naturels : météorologiques (tempête, orage, neige, grand froid, canicule ou sécheresse) et séisme (sismicité faible). Il est également exposé à un risque particulier : le risque de radon. Un site publié par le BRGM permet d'évaluer simplement et rapidement les risques d'un bien localisé soit par son adresse soit par le numéro de sa parcelle.

#### Risques naturels

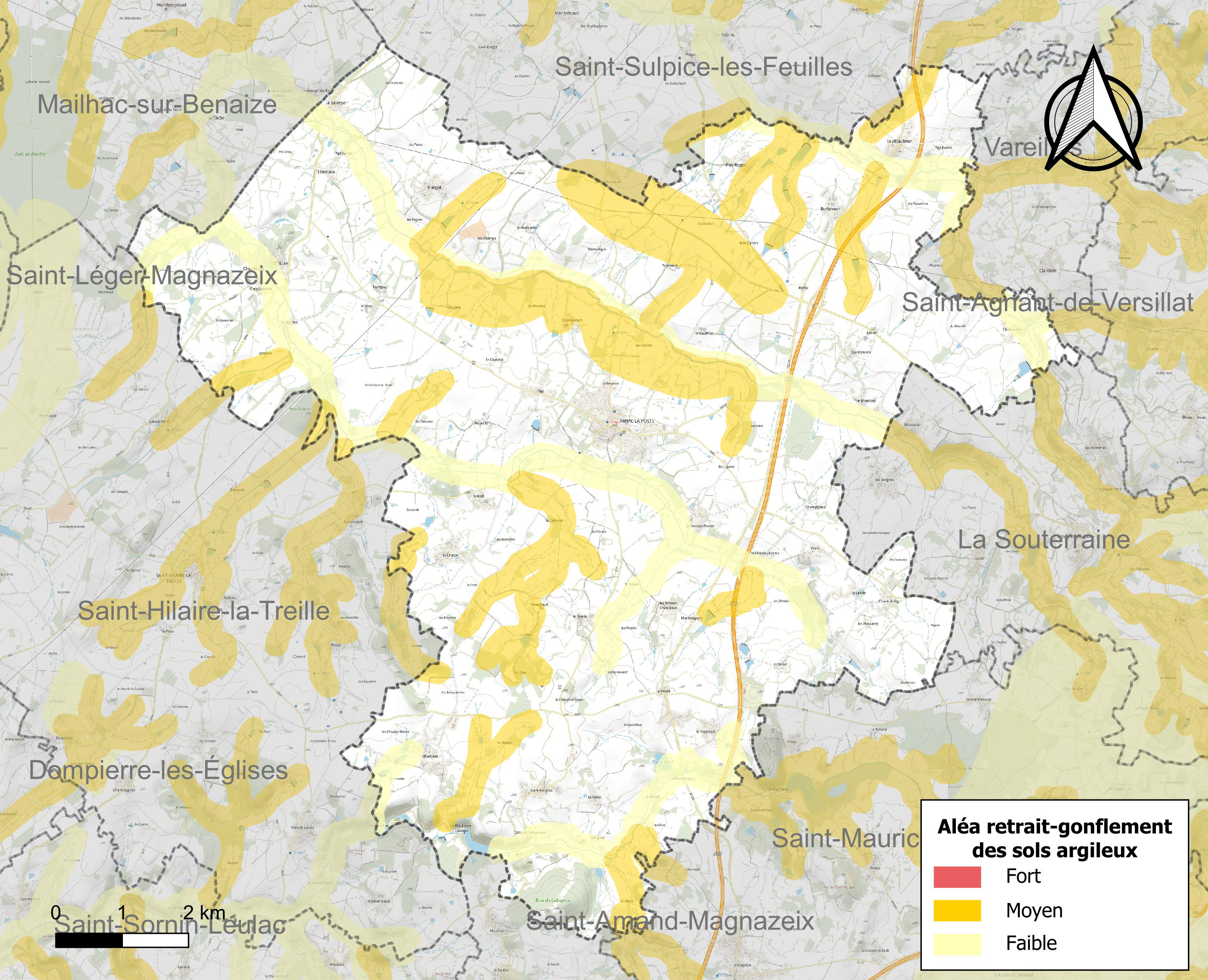
Carte des zones d'aléa retrait-gonflement des sols argileux d'Arnac-la-Poste.

Le retrait-gonflement des sols argileux est susceptible d'engendrer des dommages importants aux bâtiments en cas d’alternance de périodes de sécheresse et de pluie. 18,4 % de la superficie communale est en aléa moyen ou fort (27 % au niveau départemental et 48,5 % au niveau national métropolitain). Depuis le 1er octobre 2020, en application de la loi ÉLAN, différentes contraintes s'imposent aux vendeurs, maîtres d'ouvrages ou constructeurs de biens situés dans une zone classée en aléa moyen ou fort,.
La commune a été reconnue en état de catastrophe naturelle au titre des dommages causés par les inondations et coulées de boue survenues en 1982 et 1999 et par des mouvements de terrain en 1999.

#### Risque particulier
Dans plusieurs parties du territoire national, le radon, accumulé dans certains logements ou autres locaux, peut constituer une source significative d’exposition de la population aux rayonnements ionisants. Selon la classification de 2018, la commune d'Arnac-la-Poste est classée en zone 3, à savoir zone à potentiel radon significatif.

## Toponymie
Le nom de la localité est mentionné sous les formes Arnac-Laval-Montmorency en 1760, Arnac-la-Poste-de-Laval en 1764.
Le nom d'Arnac serait issu du nom de personne gaulois Arnos, suivi du suffixe -acum (celtique *-āko) > *-ACU « lieu de, propriété de ». En l'absence de formes suffisamment caractérisées et anciennes, on ne peut savoir s'il s'agit d'un ancien *ARTONACU, comme Arnac-Pompadour (Artonacus, Monnaie mérovingienne), pour lequel on peut faire appel à un dérivé du nom de l'ours ou à un autre anthroponyme gaulois Artonos, suivi du même suffixe au sens global de « lieu de l'ourson » ou « propriété d'Artonos »,, ou encore au même nom de personne que dans Darnac, ancienne commune du même département (voir ce nom).
Ce toponyme donnera par la suite les noms français et marchois (croissantais).
Ce n'est qu'à partir du XVIIIe siècle, où l'on voit ajouter le déterminant complémentaire la-Poste à Arnac dans les registres d'état civil à cause du relais de poste qui s'y trouvait et sans doute pour éviter l'homonymie avec Darnac, jadis Arnac dans le même département.

## Histoire
Au Moyen Âge, la ville est réputée pour son système de gestion des pigeons voyageurs.
Cette cité possède une église fortifiée, l'église Saint-Martial, construite au cours du XIIe siècle et fortifiée durant le XVe siècle (guerre de Cent Ans). Elle possède des contreforts surmontés d'échauguettes cylindriques et conserve un reliquaire émaillé du XIIIe siècle. Une tour carrée, munie de créneaux et de mâchicoulis est l'unique témoin de l'existence d'une muraille qui faisait de l'église un véritable fort.
En août 2006, la commune a accueilli les quatrièmes « rencontres des communes de France aux noms burlesques » organisées par l'association des communes de France aux noms burlesques et chantants.

## Politique et administration

### Liste des maires
| Période                                  | Période      | Identité                      | Étiquette          | Qualité                                                                |
| ---------------------------------------- | ------------ | ----------------------------- | ------------------ | ---------------------------------------------------------------------- |
| Les données manquantes sont à compléter. |              |                               |                    |                                                                        |
| août 1792                                | 1808         | François Simon Mondelet       |                    |                                                                        |
| 1808                                     | février 1816 | Jean-Baptiste Faure           |                    |                                                                        |
| février 1816                             | 1821         | François Moreau-Lajarige      |                    |                                                                        |
| 1821                                     | janvier 1832 | Jean-Baptiste Auguste Poujaud |                    |                                                                        |
| janvier 1832                             | 1844         | François Moreau-Lajarige      |                    |                                                                        |
| 1844                                     | 1849         | Maurice Rebeyrol              |                    |                                                                        |
| 1849                                     | 1886         | Hyppolyte Benjamin Asseline   |                    |                                                                        |
| 1886                                     | 1897         | Emmanuel Poujaud              |                    |                                                                        |
| 1897                                     | 1918         | Louis Bognaud                 |                    |                                                                        |
| 1918                                     | 1928         | Pierre-Narcisse Létang        |                    |                                                                        |
| 1928                                     | 1933         | Joseph Bontant                |                    |                                                                        |
| 1933                                     | 1940         | François Riffaud              |                    |                                                                        |
| 1940                                     | 1944         | Joseph Bontant                |                    |                                                                        |
| 1944                                     | 1947         | François Riffaud              | Radical Socialiste |                                                                        |
| 1947                                     | mars 1959    | Pierre-Louis Foucault         | SFIO               | Médecin à Arnac                                                        |
| mars 1959                                | 1981         | Georges Déverines             | PCF                | Instituteur à Arnac-la-Poste                                           |
| 1981                                     | mars 2014    | Jean-Pierre Drieux            | ADS                | Conseiller général du canton de Saint-Sulpice-les-Feuilles (1998-2015) |
| mars 2014                                | mai 2020     | Mariane Déverines             | DVG                | Retraitée de l'enseignement                                            |
| mai 2020                                 | En cours     | Sophie Drieux                 | DVG                | Professeur de biologie                                                 |

## Population et société

### Démographie
L'évolution du nombre d'habitants est connue à travers les recensements de la population effectués dans la commune depuis 1793. Pour les communes de moins de 10 000 habitants, une enquête de recensement portant sur toute la population est réalisée tous les cinq ans, les populations de référence des années intermédiaires étant quant à elles estimées par interpolation ou extrapolation. Pour la commune, le premier recensement exhaustif entrant dans le cadre du nouveau dispositif a été réalisé en 2007.

En 2022, la commune comptait 911 habitants, en évolution de −5,79 % par rapport à 2016 (Haute-Vienne : −0,68 %, France hors Mayotte : +2,11 %).
| 1793  | 1800  | 1806  | 1821  | 1831  | 1836  | 1841  | 1846  | 1851  |
| ----- | ----- | ----- | ----- | ----- | ----- | ----- | ----- | ----- |
| 1 568 | 1 333 | 1 516 | 1 637 | 1 792 | 2 001 | 1 972 | 2 013 | 1 999 |

| 1856  | 1861  | 1866  | 1872  | 1876  | 1881  | 1886  | 1891  | 1896  |
| ----- | ----- | ----- | ----- | ----- | ----- | ----- | ----- | ----- |
| 1 957 | 1 905 | 1 887 | 1 970 | 1 963 | 1 988 | 2 063 | 2 038 | 2 090 |

| 1901  | 1906  | 1911  | 1921  | 1926  | 1931  | 1936  | 1946  | 1954  |
| ----- | ----- | ----- | ----- | ----- | ----- | ----- | ----- | ----- |
| 2 066 | 2 098 | 2 005 | 1 858 | 1 717 | 1 621 | 1 634 | 1 557 | 1 465 |

| 1962  | 1968  | 1975  | 1982  | 1990  | 1999 | 2006  | 2007  | 2012  |
| ----- | ----- | ----- | ----- | ----- | ---- | ----- | ----- | ----- |
| 1 416 | 1 279 | 1 172 | 1 118 | 1 027 | 979  | 1 014 | 1 024 | 1 007 |

| 2017 | 2022 | - | - | - | - | - | - | - |
| ---- | ---- | - | - | - | - | - | - | - |
| 951  | 911  | - | - | - | - | - | - | - |

## Culture locale et patrimoine

### Lieux et monuments

#### Église d'Arnac-la-Poste
Cette église a été construite durant trois siècles XIIe siècle-XIVe siècle. Elle a été inscrite monument historique par arrêté du 25 septembre 1925.

#### Dolmen de l'Héritière
Le dolmen de l'Héritière est situé au lieu-dit la Pierre Levée. Il a été classé monument historique par arrêté du 17 juin 1983.

#### Le relais de poste de Montmagner
Ancien relais de poste sur la route royale Paris - Toulouse, situé à proximité du croisement de l'ancienne route templière Guéret - La Rochelle. Précédemment ancienne maison de tabellion appartenant à la communauté de prêtres de Saint-Maximin de Magnac-Laval. C'est aujourd'hui un site privé. Période historique : XIIe siècle-XVIe siècle.
La tourelle d'escalier datant du XIVe siècle a été inscrite au titre des monuments historiques le 1er juin 1973.

#### La salle d'Arnac
Ancienne seigneurie qui comprenait un logis dans le bourg d’Arnac et un moulin, tous deux appelés de la Salle ; l’étang au-dessus du moulin subsiste et porte encore ce nom.
Seigneurs : Jean Coigne, témoin à un mariage le 9 janvier 1486 (v. s.) ; Jean de Blom, 1555 ; le 29 juillet 1577, il fait défaut au banc de la noblesse de la Basse-Marche ; Mondot de Blom, 1592 ; Pierre de Blom, 1616-1625 ; Jean de Blom, 1644 ; Françoise de Blom, mariée à Antoine de Rouffignac, d’où Mondot de Rouffignac, seigneur de la Salle, époux de Gabrielle de Leffe ; sans doute leur fille, Marie, épousa Pierre de la Faire qui est seigneur en 1705-1746 le 20 mai 1746, il donne à bail moyennant 680 l. le lieu et fief de la Salle, comprenant logis, moulin, étang, terres, des rentes nobles, une métairie à l’Agebraux et une autre à Saint-Martial.
Louis-Charles-Alexandre de Rouffignac, seigneur de la Salle, fils de Jean-Baptiste, seigneur de Sannat, et de Marie Coustin, habitait en 1778-1790 son logis noble de la Salle à Arnac. Époux de Jeanne-Françoise de Puiguion , il émigra lors de la Révolution.

#### La tour de Lubignac
Vestige d'un château féodal, cette tour, qui se visite, est située à Lubignac dans la commune d'Arnac-la-Poste. La Brame coule à son pied. Cette tour est l'un des rares vestiges de la région du Limousin. Elle est datée d'entre les XIVe et XVe siècles. Située dans la partie sud de la commune, elle fut construite sous l'ordre de Jean Barthon de Montbas (origine de Guéret).

#### Chebranne
Ancien moulin banal de la commanderie de Morterolles qui faisait partie autrefois de la paroisse de Vareilles et auquel plusieurs villages des paroisses d'Arnac, La Souterraine et Vareilles étaient tenus de moudre leurs grains.

#### Musée
Il existe un musée du vélo du Haut Limousin, ouvert en 2022 par Jacques Beyly dans les locaux de l'ancien hôtel-bar-restaurant d'Arnac.

### Personnalités liées à la commune
- André Bardon (1901-1965), homme politique.

### Héraldique
| Blason de Arnac-la-Poste | Blason  | D'or à la tour fortifiée de deux ouvertures d'argent, au chef de gueules chargé d'un cor d'argent surmonté d'un fouet de même, le tout posé en fasce. |
| Blason de Arnac-la-Poste | Détails | |